# Grodzisko nad Rokietnicą
Grodzisko nad Rokietnicą – pierścieniowaty okop konstrukcji ziemno-drewniano-kamiennej, uznawany za walor historyczno-kulturowy, pochodzący ze średniowiecza, z doby piastowskiej, prawdopodobnie noszący nazwę „Międzyług”, otoczony wałem wysokości 14-24 m. Jego długość to 100 m, a szerokość - 68 m. Znajduje się w gminie Kulesze Kościelne, powiecie wysokomazowieckim, województwie podlaskim. Położone jest między dwoma miejscowościami, tj. Grodzkie Stare i Wnory Wiechy, nad rzeczką Rokietnicą. Grodzisko to było zamieszkiwane przez drobną szlachtę herbu Ślepowron i funkcjonowało w XII i XIII wieku. W późniejszym okresie, podczas najazdów Jaćwingów i Litwinów, wraz z innymi obiektami tego typu, zostało zniszczone przez pożar. Zabytek stanowi dowód na szlacheckie pochodzenie mieszkańców tego obszaru. Wały grodziska widoczne są z drogi biegnącej przez Wnory-Wypychy. Niedaleko grodziska znajdowało się podgrodzie, w którym odnaleziono ślady produkcji żelaza. Na wzgórzu, na północny wschód od grodziska, leży cmentarzysko z grobami w obstawie kamiennej, tzw. Żale.